# Крепостная
Крепостна́я — станица в Северском районе Краснодарского края, входит в состав Смоленского сельского поселения.

## География
Станица расположена в ущелье реки Афипс, в горно-лесной зоне, в 12 км юго-западнее находящейся ниже по течению более крупной станицы Смоленская.

## История
Станица основана в 1864 году под именем Собероашхская, название было дано по горе Собер-уашх (Собер-Баш) (735 м). В 1866 году селение потеряло статус станицы и было включено в юрт станицы Афипской под названием посёлок Афипский, а после переименования в 1867 году последней в станицу Смоленскую — поселок Смоленский. Статус станицы был возвращён в 1908 году, тогда же было присвоено современное название — Крепостная: «по природной крепости на горе, находящейся в юрте этой станицы».
В справочнике по Ставропольской епархии за 1911 г. сказано, что «занимались жители главным образом лесопромышленностью. Земли удобной для хлебопашества очень мало. Население хутора очень бедно. Климат лихорадочный».
В 1905 году в станице был построен Михаило-Архангельский молитвенный дом и освящен 7 ноября. В 1907 году священником был Георгий Рябчиков. В 1910 году был построен, а 6 сентября освящен вместо молитвенного дома новый Михаило-Архангельский храм.
Во время Великой Отечественной войны между станицами Смоленской и Крепостной проходила линия фронта. Крепостная, а также станицы Убинская и Дербентская, остались единственными населенными пунктами в Северском районе, оставшимися в руках советской армии. В этих населенных пунктах располагались штабы, базы, госпитали. Отсюда уходили на операции в тыл врага партизанские отряды имени братьев Игнатовых и «Овод».

## Население
| 2002 | 2010 |
| ---- | ---- |
| 845  | ↘785 |

## Туризм
Леса и предгорья в районе станицы Крепостной подходят для пешеходного, горного и спортивного туризма, а также для учебного скалолазания. Основные достопримечательности этой местности — горы Собер-Баш и Большой Афипс, скалы Золотые камни, хребет Крепость, Верхнеафипское озеро, водопады на ручье Быстром.
В район станицы Крепостной ездят за грибами и на охоту.